# Fred Schepisi
Frederic Alan Schepisi, ejtsd:  ˈskɛpsi , (Melbourne, 1939. december 26. –) kétszeresen Golden Globe- és Primetime Emmy-díjra jelölt, AACTA-díjas ausztrál filmrendező, forgatókönyvíró és filmproducer. Az Ausztrália Rendje kitüntetés tiszti osztályának (AO) birtokosa.
Rendezői munkái közt található a Jimmie Blacksmith dala (1978), a Bőség (1985), a Roxanne (1987), a Sikoly a sötétben (1988), a Mr. Baseball (1992), a Hatszoros ölelés (1993) és a Végakarat (2001).

## Filmográfia

### Film
| Év   | Magyar cím                       | Eredeti cím                     | Feladatkör | Feladatkör | Feladatkör | Megjegyzések              |
| Év   | Magyar cím                       | Eredeti cím                     | Rendező    | Író        | Producer   | Megjegyzések              |
| ---- | -------------------------------- | ------------------------------- | ---------- | ---------- | ---------- | ------------------------- |
| 1968 |                                  | A Hundred-Odd Years from Now    | Igen       | Nem        | Nem        | rövidfilm                 |
| 1973 |                                  | Libido                          | Igen       | Nem        | Nem        | The Priest szegmens       |
| 1976 | A gonosz melegágya               | The Devil's Playground          | Igen       | Igen       | Igen       |                           |
| 1978 | Jimmie Blacksmith dala           | The Chant of Jimmie Blacksmith  | Igen       | Igen       | Igen       |                           |
| 1982 | Barbarosa                        | Barbarosa                       | Igen       | Nem        | Nem        |                           |
| 1984 | Jégbefagyott ember               | Iceman                          | Igen       | Nem        | Nem        |                           |
| 1985 | Bőség                            | Plenty                          | Igen       | Nem        | Nem        |                           |
| 1987 | Roxanne                          | Roxanne                         | Igen       | Nem        | Nem        |                           |
| 1988 | Sikoly a sötétben                | Evil Angels (A Cry in the Dark) | Igen       | Igen       | Nem        |                           |
| 1990 | Oroszország-ház                  | The Russia House                | Igen       | Nem        | Igen       |                           |
| 1992 | Mr. Baseball                     | Mr. Baseball                    | Igen       | Nem        | Igen       |                           |
| 1993 | Hatszoros ölelés                 | Six Degrees of Separation       | Igen       | Nem        | Igen       |                           |
| 1994 | I. Q. – A szerelem relatív       | I.Q.                            | Igen       | Nem        | Igen       |                           |
| 1994 |                                  | That Eye, the Sky               | Nem        | Nem        | Vezető     |                           |
| 1997 | Fészkes fenevadak                | Fierce Creatures                | Társ       | Nem        | Nem        | társrendező: Robert Young |
| 2001 | Végakarat                        | Last Orders                     | Igen       | Igen       | Igen       |                           |
| 2003 | Lebegés                          | Levity                          | Nem        | Nem        | Vezető     |                           |
| 2003 | Túl nagy család                  | It Runs in the Family           | Igen       | Nem        | Vezető     |                           |
| 2003 |                                  | Say I Do                        | Nem        | Nem        | Vezető     |                           |
| 2011 | Derült égbolt viharfelhők között | The Eye of the Storm            | Igen       | Nem        | Nem        |                           |
| 2013 | Apropó szerelem                  | Words and Pictures              | Igen       | Nem        | Igen       |                           |

### Televízió
| Év   | Magyar cím        | Eredeti cím        | Megjegyzések                                      |
| ---- | ----------------- | ------------------ | ------------------------------------------------- |
| 1992 |                   | Boys from the Bush | - televíziós sorozat - vezető producer (1 epizód) |
| 2005 | A múlt fogságában | Empire Falls       | - minisorozat - vezető producer (2 epizód)        |

## Fordítás
- Ez a szócikk részben vagy egészben  a   Fred Schepisi című angol Wikipédia-szócikk fordításán alapul.  Az eredeti cikk szerkesztőit annak laptörténete sorolja fel. Ez a jelzés csupán a megfogalmazás eredetét és a szerzői jogokat jelzi, nem szolgál a cikkben szereplő információk forrásmegjelöléseként.